# Acacia sulitii
Acacia sulitii é uma espécie de leguminosa do gênero Acacia, pertencente à família Fabaceae.